# Liu Wenhui
Liu Wenhui (1895-1976) was een Chinees krijgsheer. Hij kwam uit een boerengezin en groeide op in de provincie Sichuan.
Hij maakte carrière in de jaren 1920 en '30. Aan het begin van zijn loopbaan was hij verbonden aan de Kwomintang en had hij tussen 1927 en 1929 het commando over de defensiemacht van Sichuan-Kham. 
In 1929 werd hij voorzitter van de regering van de provincie Sichuan, maar zijn betrekkingen met Chiang Kai-shek was instabiel, evenals de provincie die hij bestuurde. De provincie was in handen van Liu Wenhui en vier andere krijgsheren: Liu Xiang, Yang Sen, Deng Xihou en Tian Songyao. Geen van de krijgsheren had voldoende macht om de anderen te overwinnen, waardoor een groot aantal kleine slagen plaatsvonden, van twee krijgsheren tegen elkaar.
In mei 1930 viel hij Tibet binnen. Er konden geen versterkingen uit Sichuan worden ingerukt vanwege de problemen in Xikang, waardoor het Tibetaanse leger er vrij snel in slaagde de aanval terug te slaan en Garzê en Nyarong (Zhanhua) te veroveren. Toen het staakt-het-vuren doorbroken werd, vergrootte Tibet de oorlog en veroverde delen van Zuid-Qinghai. In maart 1932 kwamen de Tibetaanse troepen echter tegenover Ma Bufang te staan die de Tibetanen terugdrongen tot Kham.
Liu Wenhui werd in 1944 tot 1945 commandant van het 22e korps en bleef voorzitter van Xigang (Kham) tot 1950.